# Breakin' Point
Breakin' Point è il settimo album in studio del gruppo musicale svedese Peter Bjorn and John, pubblicato il 10 giugno 2016.

## Tracce
1. Dominos – 3:15
2. Love Is What You Want – 3:53
3. Do-Si-Do – 3:46
4. What You Talking About? – 2:59
5. Breakin' Point – 3:30
6. A Long Goodbye – 3:44
7. Nostalgic Intellect – 3:54
8. In This Town – 3:31
9. Hard Sleep – 3:14
10. It's Your Call – 2:41
11. Between The Lines – 3:01
12. Pretty Dumb, Pretty Lame – 3:22

### Tracce bonus edizione Deluxe
1. Bad Taste – 2:52
2. Stuck – 3:42
3. Spoken Word – 5:23

### Tracce bonus demo edizione Deluxe
1. High Up – 2:59
2. What You Talking About? (versione demo) – 3:47
3. It's Your Call (versione demo) – 2:57
4. A Long Goodbye (versione demo) – 3:31
5. Breakin' Point (versione demo) – 3:34